# Stazione di Sawanochō
La stazione di Sawanochō (沢ノ町駅?, Sawanochō-eki) è una stazione ferroviaria delle Ferrovie Nankai situata nel quartiere di Sumiyoshi-ku, nella città di Osaka. La stazione è servita dalla linea Kōya delle ferrovie Nankai, e fermano solamente i treni locali.

## Linee e servizi
Ferrovie Nankai
● Linea Nankai Kōya

## Struttura
La stazione è dotata di due marciapiedi laterali e due binari passanti, con ingressi separati per entrambe le direzioni.
| 1 | ● Linea Nankai Kōya | per Nakamozu (serv. diretto via ferrovia Semboku per Izumi-Chūō), Kawachinagano, Hashimoto e Kōyasan |
| 2 | ● Linea Nankai Kōya | per Shin-Imamiya, Imamiyaebisu e Namba                                                               |

## Stazioni adiacenti
| «                             | Servizio          | »                 |
| Linea Nankai Kōya             | Linea Nankai Kōya | Linea Nankai Kōya |
| ----------------------------- | ----------------- | ----------------- |
| Sumiyoshi-Higashi             | Locale            | Abikomae          |
| Tutti gli altri treni passano |                   |                   |